# Walsall F.C.
Walsall Football Club er en engelsk fodboldklub beliggende i Walsall i det nordlige England. Klubben spiller i League Two, og har hjemmebane på Bescot Stadium, der har plads til 11.300 tilskuere. Klubben havde i sæsonen 1997-1998 danske Jan Sørensen som træner.